# Óscar de la Fuente
Óscar de la Fuente (Medina del Campo, 1976) è un attore spagnolo; ha lavorato in numerosi progetti teatrali e cinematografici, fra i quali spiccano El buen patrón (2021), diretto da Fernando León de Aranoa, e La casa (2024), diretto da Álex Montoya, opere per le quali ha ricevuto due candidature ai Premi Goya.

## Biografia
Originario della cittadina vallisoletana di Medina del Campo, ha intrapreso la carriera teatrale nel suo paese a vent'anni, recitando in spettacoli amatoriali. Un anno dopo, si è iscritto alla Scuola di Arte Drammatica di Valladolid, collaborando con diverse compagnie della Castiglia e León, tra cui spicca Rayuela Producciones. Nel 2008 si è trasferito a Madrid, dove ha continuato la sua formazione come attore al Teatro de La Abadía e frequentando un Master di Interpretazione presso la Central de Cine. Ha inoltre seguito numerosi corsi, che spaziano da laboratori di dizione e maschera espressiva fino alla manipolazione di burattini per televisione e cinema.
Dal 2003 ha calcato i palcoscenici partecipando a oltre 60 produzioni per realtà come il Teatro de La Abadía, il Centro Drammatico Nazionale, il Globe Theater di Londra e la Compañía Nacional de Teatro Clásico. Tra le opere teatrali in cui ha preso parte figurano I fratelli Karamazov, I nuotatori notturni, Il pubblico e il musical Billy Elliot. Parallelamente, sul piccolo schermo ha recitato in serie quali La novia gitana (2022), Arde Madrid (2018) ed El Marqués (2024).
Nel cinema ha lavorato sotto la direzione di registi come Rodrigo Sorogoyen e Marcel Barrena, interpretando ruoli in film quali Il regno (2018) ed El 47 (2024) rispettivamente. Tuttavia, il suo contributo in Il capo perfetto (2021) di Fernando León de Aranoa e in La casa (2024) di Álex Montoya si è distinto particolarmente, tanto da portarlo a ricevere due candidature ai Premi Goya.
In aggiunta, ha ottenuto una nomination ai Premi Feroz ed è stato insignito del premio Giordano Bruno in riconoscimento della sua carriera teatrale.

## Filmografia

### Cinema
- La rosa de nadie, regia di Ignacio Oliva (2012)
- Il regno (El reino), regia di Rodrigo Sorogoyen (2018)
- Sordo, regia di Alfonso Cortés-Cavanillas (2019)
- Il silenzio della palude (El silencio del pantano), regia di Marc Vigil (2019)
- El Cover, regia di Secun de la Rosa (2021)
- Il capo perfetto (El buen patrón), regia di Fernando León de Aranoa (2021)
- El 47, regia di Marcel Barrena (2024)
- La casa, regia di Álex Montoya (2024)

### Televisione
- Camilo Superstar, regia di Curro Novallas - miniserie TV (2023)
- Tutte le volte che ci siamo innamorati (Todas las veces que nos enamoramos) - serie TV (2023)
- El Marqués - serie TV (2024)
- Mamen Mayo - serie TV (2024)

## Riconoscimenti
- Premio Goya
  - 2021 - Candidatura per il miglior attore rivelazione per Il capo perfetto (El buen patrón)[3]
  - 2024 - Candidatura per il miglior attore non protagonista per La casa[4]
- Premio Feroz
  - 2024 - Miglior attore non protagonista per La casa[6]